# Arab (motorfiets)
Arab is een Brits historisch merk van motorfietsen.
De bedrijfsnaam was: Arab Cycles, Bellbarn Road, Birmingham.
De naam Arab Cycles duidt op een rijwielfabriek en het is dan ook waarschijnlijk dat dit een fietsfabrikant was die rond 1924 begon met de productie van motorfietsen. Vanwege het gebrek aan kennis en middelen moesten daarvoor inbouwmotoren worden gekocht en Arab Cycles koos logischerwijs voor de grootste en meest betrouwbare leverancier van dergelijke motoren: Villiers. Daarom werd het merk ook wel Arab-Villiers genoemd. Men koos voor ultra-lightweight-modellen met een 147cc-tweetaktmotor met twee versnellingen, die leverbaar waren met of zonder koppeling en met of zonder kickstarter, maar altijd met een chain-cum-belt aandrijving.
Vermoedelijk verkocht Frank Whitworth, een zakenman uit Birmingham, de Arab-motorfietsen onder zijn eigen naam. De productie duurde echter niet lang: in 1925 werd ze beëindigd.